# المضاعفات: كيف يجعل أفضل القادة الجميع أكثر ذكاء
المضاعفات: كيف يجعل أفضل القادة الجميع أكثر ذكاء، هو كتاب أعمال من تأليف ليز وايزمان وجريج مكيون تم نشره في15 يونيو2010 من خلال هاربر كولينز وينظر في أشكال مختلفة من القيادة وكيف يمكنهم إما مساعدة أو إعاقة الأشخاص الذين يديرونهم.

## ملخص
في كتاب رجل حكيم وماكيون، ألقيا نظرة على أنواع مختلفة من القادة وحددوا نوعين مختلفين من القادة، المضعفين والمضاعفين.المضاعفون هم القادة الذين يشجعون النمو والإبداع من قبل العاملين لديهم، في حين أن المضاعفين هم أولئك الذين يعيقون إنتاجية موظفيهم ويحافظون عليها عند الحد الأدنى.يقدم المؤلفون ما يعتبرونه حلولًا وإرشادات للقضايا التي يطرحونها في الكتاب.

## استقبال
كان الاستقبال النقدي إيجابيًا في الغالب، مع تعليق جلف نيوز بأنه سيساعد «على الدخول في عقد أقل من التركيز على الأشياء وأكثر على الأشخاص». قدمت شركة الناشرون أسبوعيًا مراجعة مختلطة، حيث ذكرت أن «اتساع نطاق المادة مناسب بشكل أفضل لمقالة مطولة أكثر من كتاب أعمال كامل والجهود المبذولة لتوسيع نطاقها إلى عمل أطول يقلل من البحث الهادف».